# Dee Monk
Саша Новаковић, познатији као Dee Monk је српски денс и поп музичар из Београда, који је деловао током деведесетих година, а најпознатији је по песми Само желим да знам.

## Музичка каријера
Током каријере објавио је два студијска албума. Први албум под називом  објављен је 1995. године за издавачку кућу ИТММ, а на њој се налази осам нумера. Други студијски албум под називом  објављен је 1996. године за Ехо продукцију, а на њему се такође налази осам песама. Песма Само желим да знам, која се нашла на албуму Comin... снимљена је за манифестацију Miss teenage, а на њој је певала певачица Алма Мићић. За песму је снимљен спот, а она је након објављивања била месецима на врху музичких листа у СРЈ, такође популарна у суседним државама.
Током 1996. године Новаковић је паузирао са музиком и у том периоду радио као конобар и менаџер на бродовима. На музичку сцену се вратио 2010. године, када је са певачицом Иваном Крунић објавио песму под називом Сада знам. Такође током 2010. сарађивао је са бившом чланицом денс групе Луна Зејном Муркић, на песми Tonight. Dee Monk је заједно са репером Шварцом објавио песму Узми све што ти дам, 2011. године.

## Дискографија

### Албуми
- Comin... (1995)
- Break thru  (1996)